# Türklinke

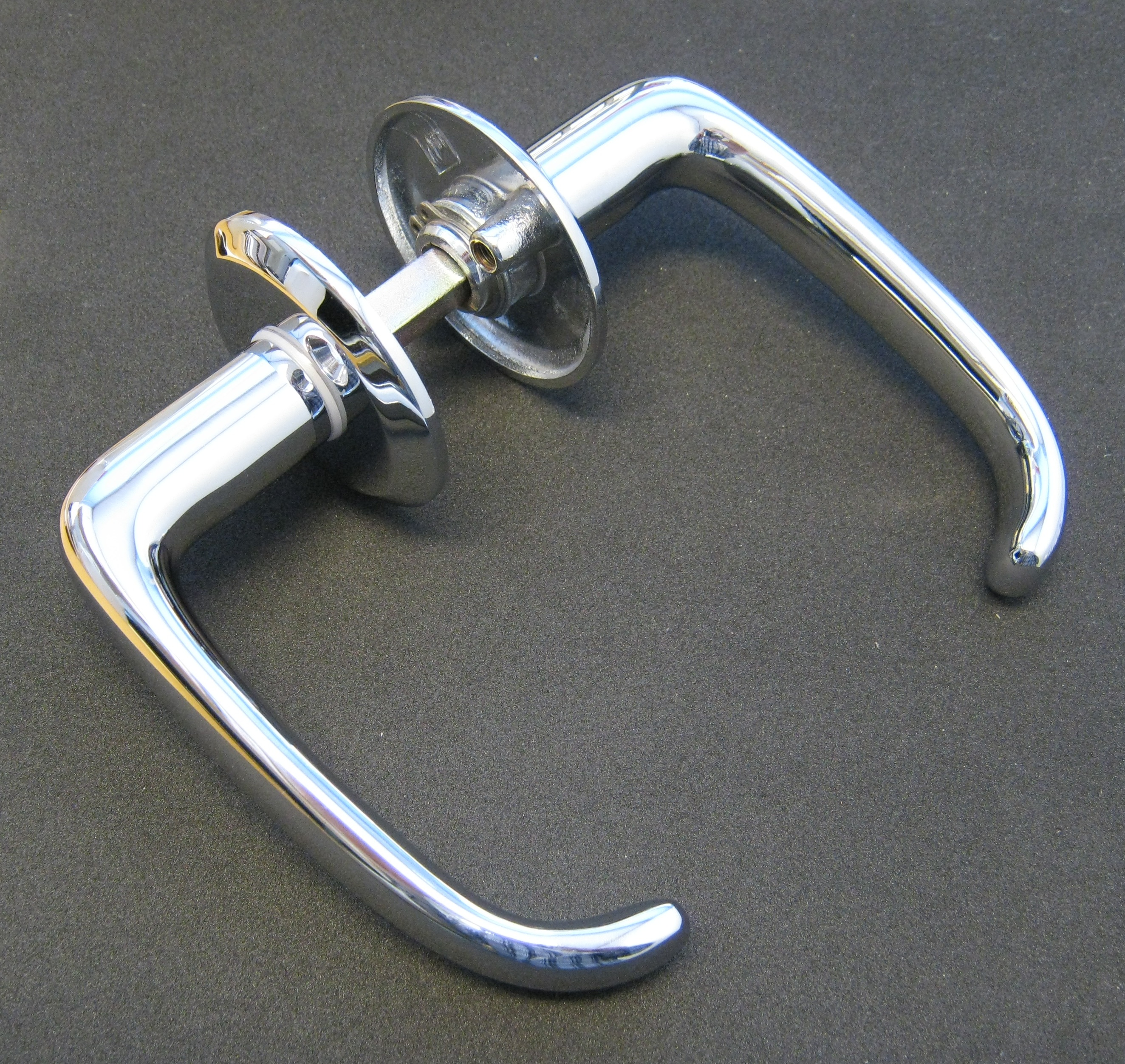
Türklinkenpaar mit aufgesteckten Rosetten, dazwischen ein Vierkantstift

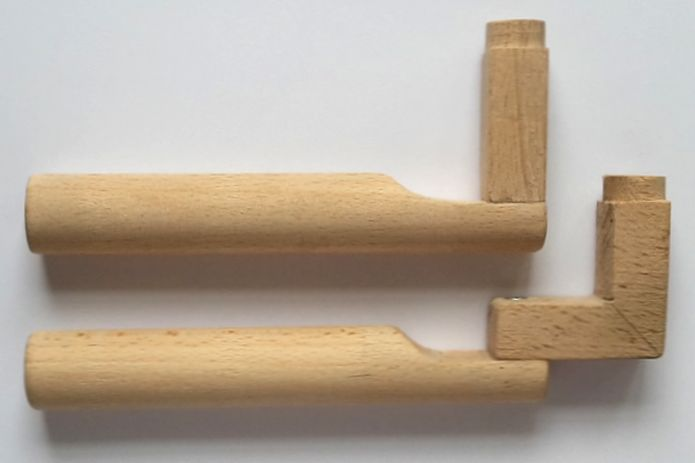
Zwei hölzerne Anschauungsmodelle mit Zeigefingerkuhle und Daumenauflage;
unten als „Rahmentürklinke“ mit versetztem (gekröpftem) Griff, um das Einklemmen der Finger beim Schließen der Tür zu verhindern.

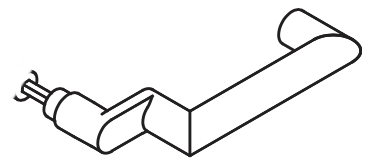
Konstruktionsprinzip eines Rahmentürdrückers. Der eigentliche Türklinkengriff ist um 25 mm versetzt (gekröpft). Die Abwinklung am Griffende soll ein Hängenbleiben der Kleidung vermeiden helfen.

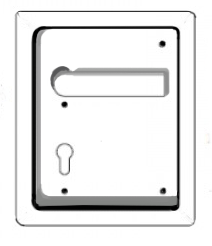
Beim Turnhallenmuscheldrücker ist die Türklinke um 25 mm in der Türe versenkt.

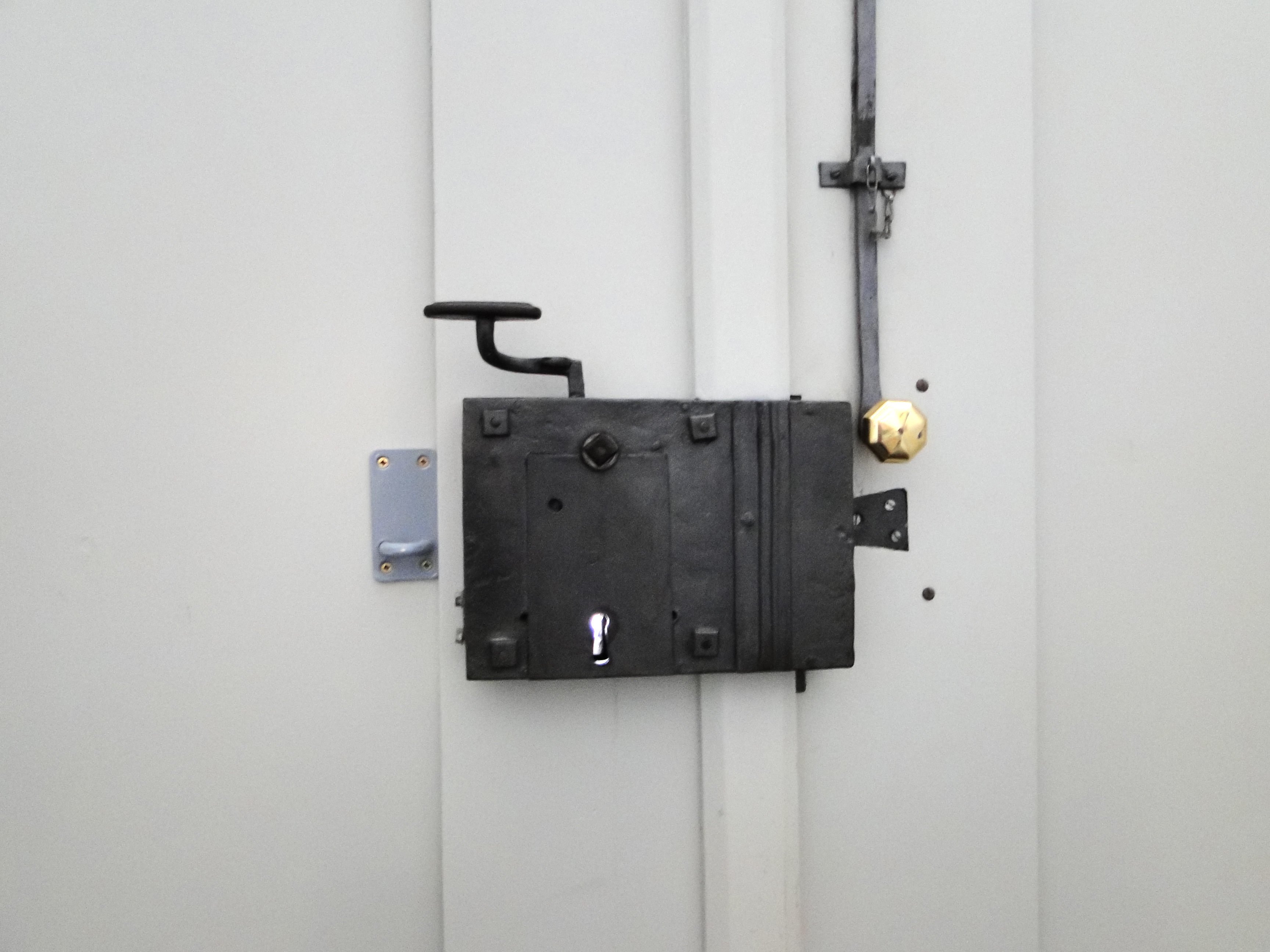
Knebeldrückerschloss der Schweriner Propsteikirche mit integriertem Türdrücker

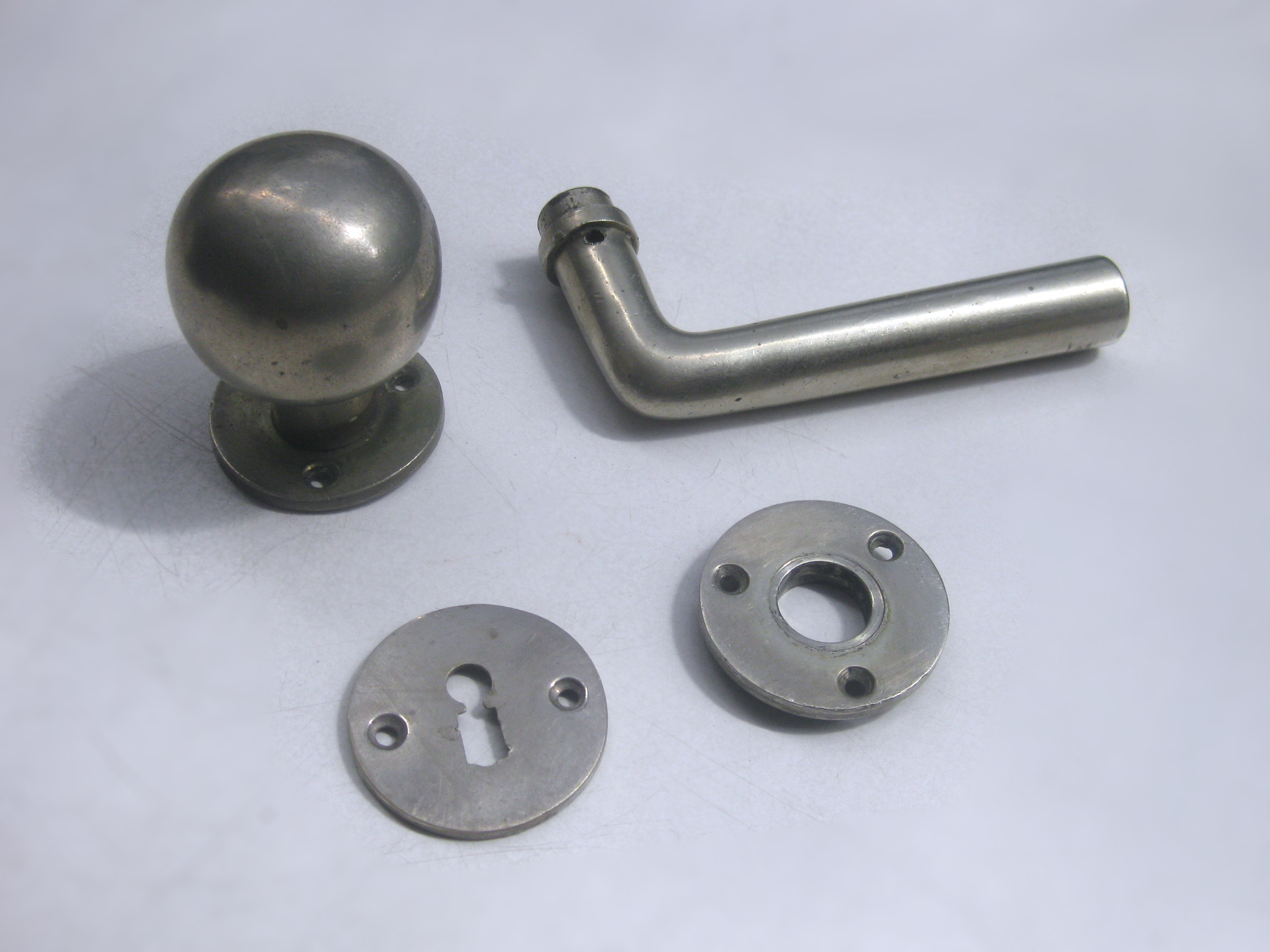
Türknauf und Türklinke, entworfen von Ferdinand Kramer, 1925, mit Schlüssellochplatte und Rosette für die Türklinke

Eine Türklinke (fachlich meist Türdrücker, sonst auch Türgriff, schweiz. Türfalle, österr. Türschnalle) ist ein abgewinkelter Hebel zum Öffnen und Schließen einer Tür von Hand. Der Klinkenhebel besteht aus dem eigentlichen Griff und dem dazu rechtwinkligen Dorn. Üblicherweise wird der um den Dorn drehende Griff herunter gedrückt, um die Tür zu öffnen. Der Mechanismus des Türschlosses (Aufsatz- bzw. Einsteckschloss) bewirkt, dass die Schlossfalle (und in Sonderfällen auch der Schlossriegel) durch die Drehbewegung des Dorns aus dem Schließblech gezogen wird. Zum Schließen der Tür muss die Klinke nicht betätigt werden, da die Falle selbsttätig einschnappt.
Die Verbindung zwischen den meistens beidseitig des Türblatts angebrachten Türklinken erfolgt über einen Vierkantstift, der auch als Drückerdorn oder Dornstift bezeichnet wird. Der Dorn stellt auch die Verbindung mit dem Mechanismus des Schlosses her: Sein Vierkant ist durch das Innenvierkant der Drückernuss des Schlosses geführt, so dass sich diese zusammen mit ihm dreht.
Gelegentlich ist der Drückerdorn ein fester Bestandteil einer der beiden Türklinken. Bei handgeschmiedeten Klinken war dies früher die Regel.

## Eigenschaften und Normen
Eine ergonomische Türklinke kann über besondere Gestaltungsmerkmale verfügen, wie eine Daumenbremse, eine Daumenauflage, eine Zeigefingerkuhle oder eine Handballenstütze. Daneben kann sie mit einem ausgeprägten Greifvolumen gestaltet sein. Die meisten Türklinken werden jedoch nach rein ästhetischen Gesichtspunkten entworfen und sind dennoch ausreichend funktional im Alltagsgebrauch, denn „zweifellos erfordert der Griff zum Türdrücker keine geschickte Hand“.
Häufig sind die Griffenden entsprechend der Euronorm EN 179 zum Türblatt hin abgebogen, um das Hängenbleiben am Türgriff mit der Kleidung zu erschweren.
Sogenannte Rahmentürdrücker werden bei Türen mit schmalem Metallrahmen verwendet, die beispielsweise eine Füllung aus Glas besitzen. Der im Rahmen dieses Türblatts zu befestigende Türdrücker befindet sich nahe an der Kante, wodurch die Gefahr besteht, dass die Finger beim Schließen der Tür zwischen dem Türdrücker und dem festen Türrahmen (Zarge) eingeklemmt werden. Um eine gefahrlose Bedienung der Tür zu ermöglichen, ist der Griff nach den Richtlinien des Bundesverbandes der Unfallkassen (BUK) in Schulen und Kindergärten durch eine Verlängerung um 25 mm in Richtung Mitte des Türblatts versetzt (Gesetzliche Unfallversicherung GUV-SR 2001 – 4.2.5.3; GUV 2001 – 2.6.4).
Türdrücker und -knöpfe an Schlössern mit einem Dornmaß unter 55 mm müssen nach DIN 18360 gekröpft sein, damit die von innen greifende Hand nicht an die Zarge gerät oder einklemmt.
Mit Turnhallenmuschel wird eine versenkt im Türblatt eingelassene Türklinke bezeichnet. Durch die Installation der Türklinke in einer (oft muschelähnlichen) Aussparung wird das Hängenbleiben an der Klinke bei sportlichen Aktivitäten vermieden (DIN EN 179).
Türklinken sind zumeist aus Stahl oder Messing gefertigt oder bestehen aus Kunststoff mit metallenem Kern. Mit den Festlegungen der DIN EN 1906 Schlösser und Baubeschläge – Türdrücker und Türknäufe – Anforderungen und Prüfverfahren werden Eigenschaften wie Dauerfunktion, Korrosionsbeständigkeit, die freie Winkelbewegung und Versetzung von Türdrückern und Türknäufen geprüft. Die Eigenschaften werden durch einen achtstelligen Klassifizierungsschlüssel ausgedrückt: 1. Stelle: Benutzungskategorie (vier Klassen möglich); 2. Stelle: Dauerfunktionstüchtigkeit (zwei Klassen möglich); 3. Stelle: Masse der Prüftüre (keine Klassifizierung); 4. Stelle: Eignung für die Verwendung an Feuer-/Rauchschutztüren (zwei Klassen möglich); 5. Stelle: Sicherheit (zwei Klassen möglich); 6. Stelle: Korrosionsbeständigkeit (fünf Klassen möglich); 7. Stelle: Sicherheit - Einbruchschutz (fünf Klassen möglich); und 8. Stelle: Ausführungsart (drei Klassen möglich).

## Verbreitung
Die meisten Türen in Europa besitzen zumindest auf einer Seite eine Türklinke. Um zu verhindern, dass eine nicht verriegelte Türe von Unbefugten geöffnet werden kann, werden Haustüren und Wohnungseingangstüren auf der Außenseite oft mit einem festen Türknauf ausgestattet. In diesem Fall muss aber ein Wechselschloss eingebaut sein, damit die Tür von außen geöffnet werden kann, auch wenn sie nur geschlossen, aber nicht abgesperrt ist.
In vielen Ländern außerhalb Europas sowie in Großbritannien und Frankreich werden statt Klinken überwiegend Türknäufe (engl.: doorknobs) eingesetzt.
Wenn das Türschloss keine Falle besitzt, wird die Türe oft durch eine einrastende, gefederte Druckrolle in geschlossener Position gehalten.
Bei Türschlössern mit Falle wird der Knauf gedreht, um die Türe zu öffnen. Nachteilig ist hier das erschwerte Öffnen durch Personen mit Bewegungseinschränkungen, oder wenn gerade keine Hand zum Öffnen der Türe frei ist. Von Vorteil kann es sein, dass auch Kleinkinder und Haustiere wie Katzen und Hunde meist nicht in der Lage sind, die Tür zu öffnen. Bei abschließbaren Türen befindet sich das Türschloss in der Regel in der Mitte des Türknaufs.

## Türklinken-Zubehör
Ein Türklinkenpaar wird in der Regel durch das zugehörige Schild bzw. zugehörige Rosetten zu einem Türbeschlag vervollständigt.
Ein Langschild verdeckt die Aussparungen, welche im Türblatt für Türklinke und Schlüsselloch vorgesehen wurden, und besitzt selber Öffnungen zur Führung von Türklinke und Türschlüssel bzw. Zylinderschloss.
Rosetten werden kleinere, meist runde oder ovale Abdeckungen genannt, welche jeweils nur die Aussparung für die Türklinke oder für das Schlüsselloch abdecken.

## Montagearten eines Türgriff-Paares
Die Verbindung der beiden Türdrücker untereinander und indirekt mit der Tür erfolgt mittels des durch die Tür und das darin befindliche Einsteckschloss oder das aufgesetzte Kastenschloss gesteckten Vierkantstiftes (Kantenmaß: 8 mm bei Zimmertüren, 9 mm bei Feuerschutztüren und 10 mm bei Haustüren.). Der oft an einem der beiden Türdrücker feste Vierkantstift (alternativ mit einer Befestigung wie auf der Gegenseite) wird durchgesteckt und von der Gegenseite her die andere Klinke aufgeschoben. Zuvor werden auf beiden Seiten die Rosetten aufgeschoben. Die Befestigung zwischen Dornseite der Klinke und Vierkantstift erfolgt mittels einer quer durch die Dornseite führenden „Madenschraube“ (Stiftschraube). In älteren Türen erfolgte die Befestigung mittels eines in ein Loch oder in den Längsschlitz im Vierkant gesteckten dünnen Stiftes. Um Verschiebungen durch späteres Lockern der Schraube auszuschließen, ist diese gespitzt, wodurch sie sich ein wenig in den Vierkantstift eingräbt und ein Formschluss entsteht. Generell ist die Anpassung an unterschiedlich dicke Türen nötig, ein besserer Formschluss aber nur mit konstruktiv erhöhtem Aufwand möglich. Bei „Fertigtüren“ mit mitgelieferten Türklinken wird hingegen wie früher vorgegangen, indem ein Loch für einen Stift im Vierkant angebracht wird.

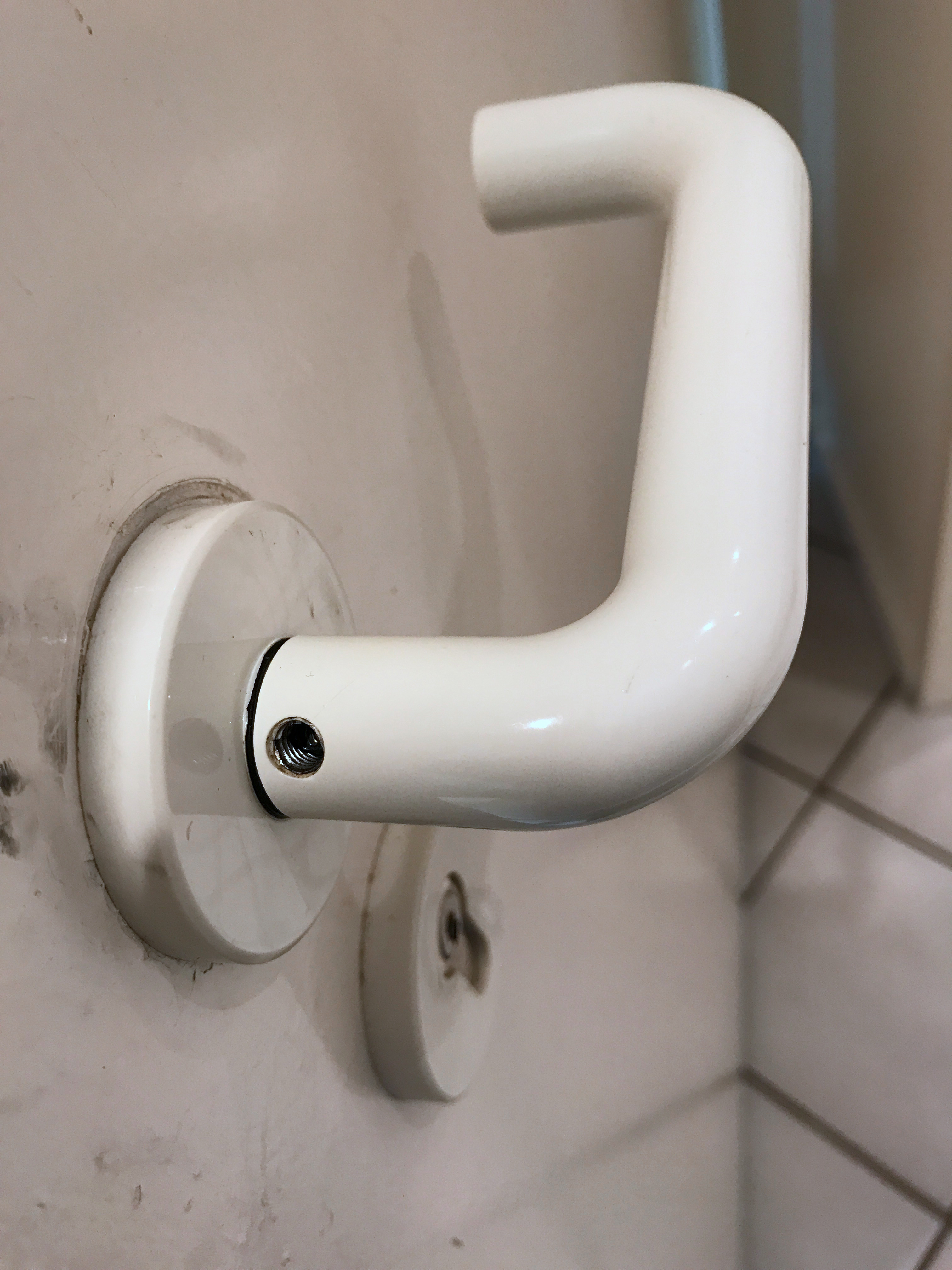
Türklinke, Befestigung mit Madenschraube (Schraube noch nicht eingedreht)
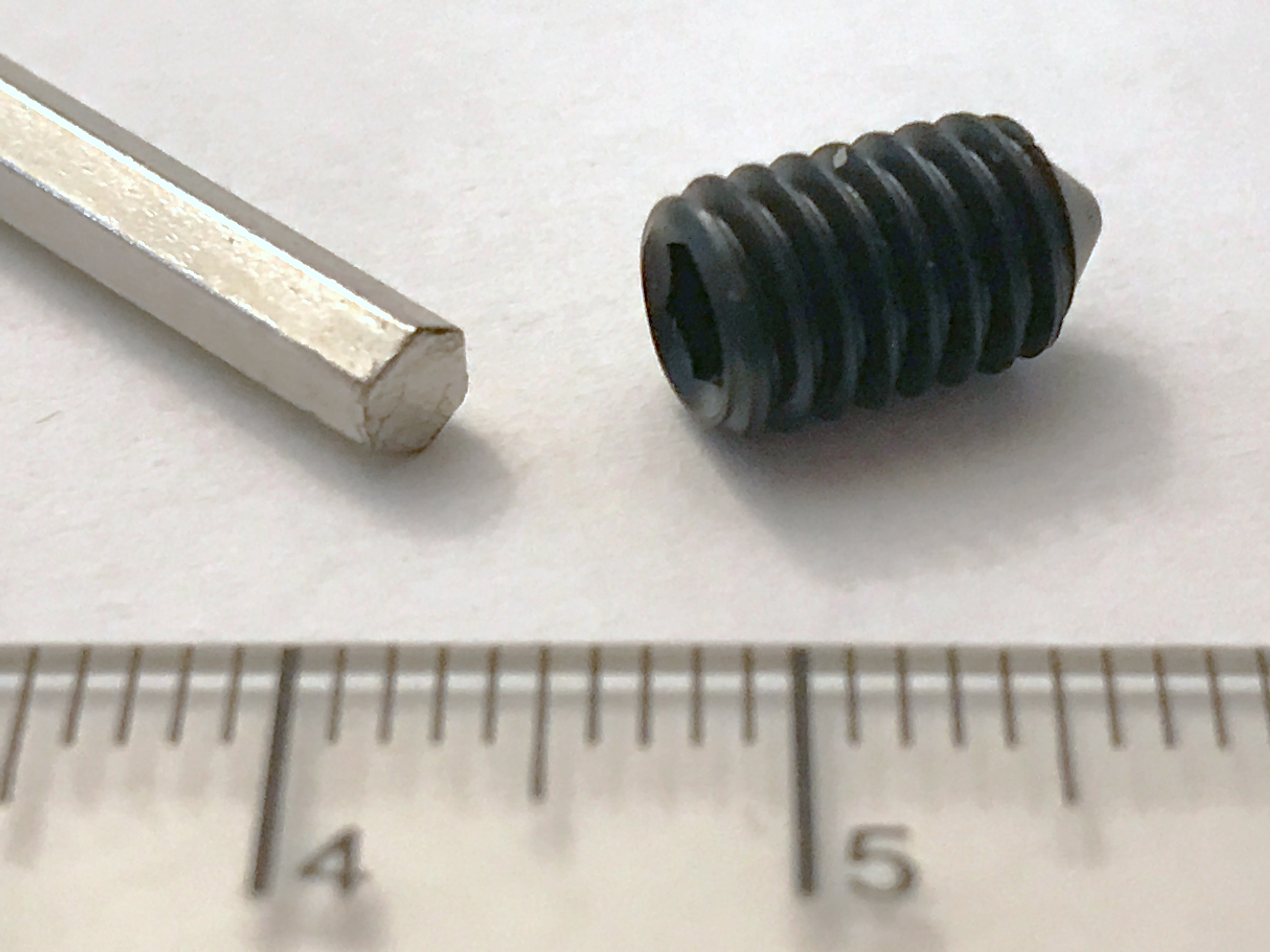
Madenschraube M6x10 mm für Türklinken mit Sechskantschlüssel (Inbus)
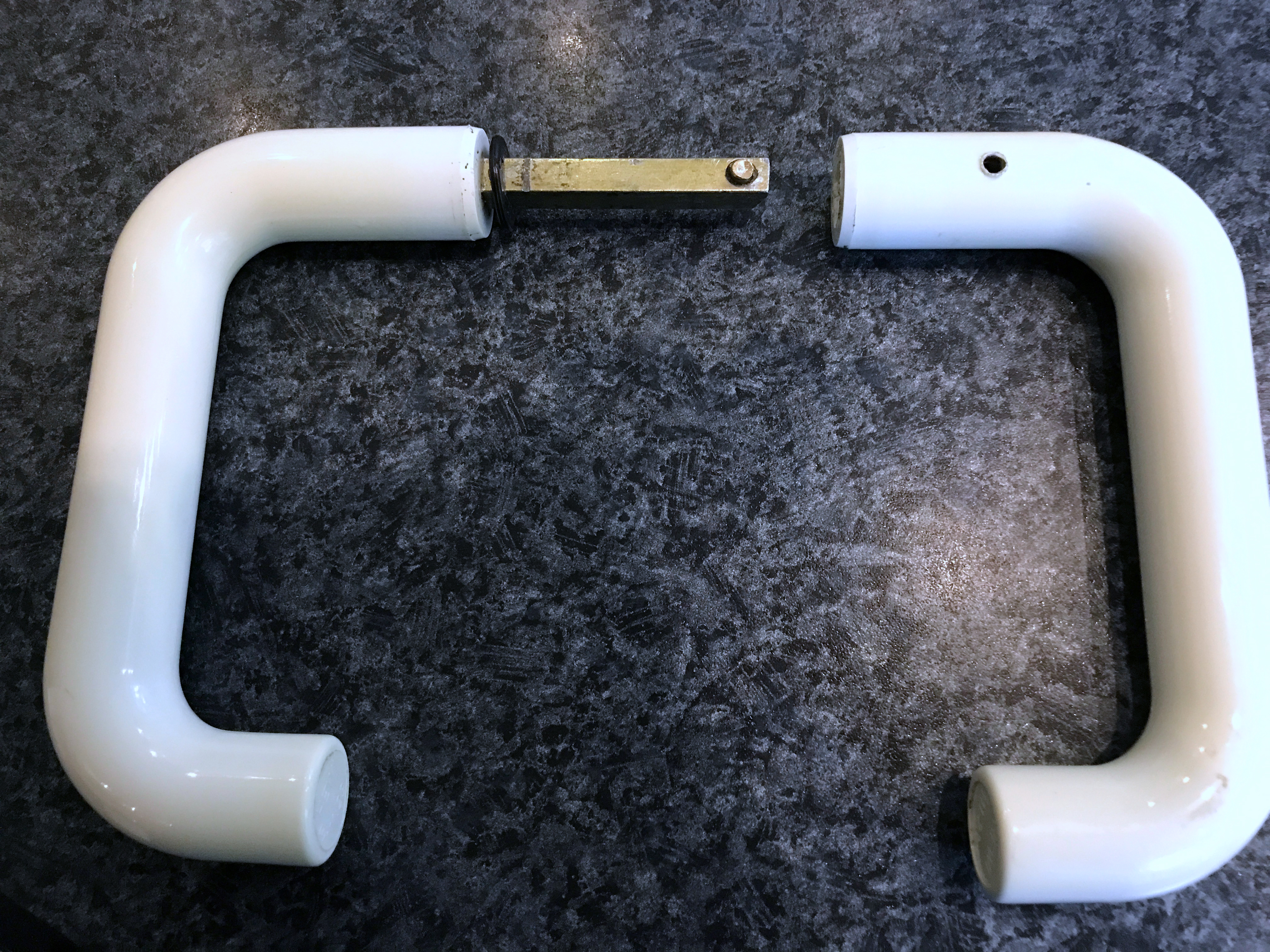
Türklinke für vorgegebene Türdicke, Demontage durch Eindrücken eines federnden Stiftes mit einem Durchtreiber
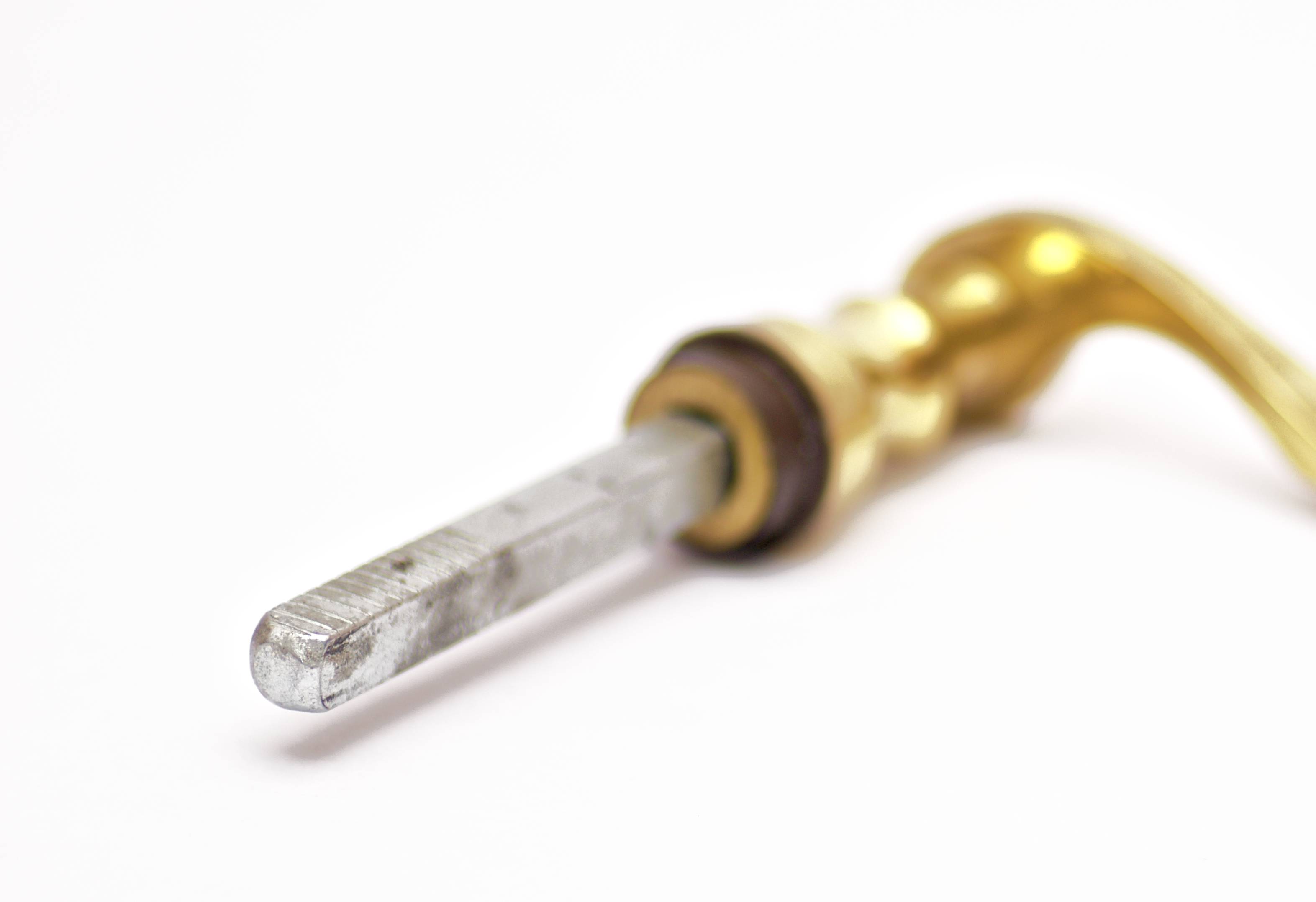
Drückerdorn (häufig auch Vierkant genannt), im Dorn einer Türklinke steckend

## Geschichte
Der Begriff Türklinke bezeichnete ursprünglich eine mittelalterliche oder frühneuzeitliche Schließvorrichtung, die mit den heutigen Türklinken nicht zu vergleichen ist. Obwohl die heutigen Funktionsteile des Türschlosses mit den ursprünglichen kaum noch etwas gemeinsam haben, wurden im Falle der Türklinke zum Teil die alten Bezeichnungen auf den neuen Gegenstand übertragen. Das Nomen Schlinke, das nicht nur als Simplex, sondern auch als Grundwort in Tür(en)schlinke (dialektal Deerschlink, Dereschlenk u. ä.) vorkommt, ist wohl eine Ableitung von dem Verb schlingen ‘winden, flechten, verknüpfen’. Das Motiv der Wortbildung wird nachvollziehbar, wenn man sich die vormodernen Schließvorrichtungen vor Augen führt. Mit Schlinke wurde der Ziehriemen am Türverschluss bezeichnet, mit dem der innen angebrachte Riegel von außen hochgehoben wurde. Später hat man das Wort auf den eisernen Türriegel und dann die moderne Türklinke übertragen. Auch heute noch werden in den Dialekten verschiedene Arten von Schlingen und Schlaufen (z. B. an Kleidungsstücken) mit Schlinke bezeichnet. Die Herkunft des Verbs schlingen ist ungeklärt.
Die Geschichte der modernen Türklinke ist mit zahlreichen Namen verbunden. Hierzu zählen diejenigen von Richard Riemerschmid, Bruno Paul, Henry van de Velde, Max Burchartz, Wilhelm Wagenfeld, Max Bill, Wilhelm Braun-Feldweg, Vico Magistretti, Sergio Asti, Ferdinand Kramer, Mario Botta und Knud Holscher.
Ein Klassiker ist der Türdrücker nach Walter Gropius (1883–1969). Nach seinen Angaben entstand der Entwurf zur Gropius-Türklinke 1922 in seinem privaten Bauatelier in Weimar unter maßgeblicher Beteiligung seines Mitarbeiters Adolf Meyer (1881–1929). Diese Türdrücker besaßen anstelle des abgewinkelten Vierkantstabes einen konischen Griffhals, der rechtwinklig an den Vierkantstab ansetzte. Die Berliner Bronzegießerei S. A. Loevy sicherte sich 1923 von Gropius die alleinigen Herstellungsrechte. Es folgte der Dessauer Bauhausdrücker, der sich vom Weimarer Drücker durch seine Größe und durch einen deutlichen Absatz zwischen Vierkantstab und Griffrolle unterschied. Der Gropius-Drücker wurde von zahlreichen Baubeschlag-Herstellern produziert, jedoch nicht unter diesem Namen, nachdem in einem Gerichtsverfahren Urheberrechte abgelehnt worden waren, weil der Drücker nach Meinung des Reichsgerichts (RGZ 139, 214) keine ausreichende künstlerische Gestaltung aufwies. Heutzutage zählt sie zu den Designikonen des 20. Jahrhunderts. 2012 wurde die Bezeichnung Gropius-Drücker im Zusammenhang mit Baubeschlägen als Marke gesichert.
In Österreich (insbesondere Wien) ist ein Türdrücker aus dem 19. Jahrhundert verbreitet, der heute als Alt-Wien bekannt ist. Dieses Modell ist relativ schlicht und aus Messing, es wird von verschiedenen Anbietern produziert, auf Wunsch nicht nur nach Ö-Norm, sondern auch nach DIN-Norm.